# Carlos Ghosn
Carlos Ghosn (arab. ‏كارلوس غصن‎, zwany Bichara lub Ghosn Bichara, ur. 9 marca 1954 w Porto Velho) – brazylijsko-francuski menedżer i biznesmen pochodzenia libańskiego, w latach 1999–2019 prezes aliansu Renault-Nissan-Mitsubishi.

## Życiorys
Dzieciństwo spędził w Rio de Janeiro, a następnie w Bejrucie. W młodości przeniósł się do Francji, by studiować na paryskiej École polytechnique. Był szefem Michelin w Stanach Zjednoczonych, następnie członkiem zarządu Renault. Po przejęciu Nissana przez Renault pracował nad uzdrowieniem firmy japońskiej. W 2006 roku został prezesem koncernów Renault oraz Nissan. Zaakceptował między innymi zakup przez Renault 25% udziałów plus jedna akcja zakładów w Togliatti produkujących samochody marki Łada.
7 kwietnia 2010 doprowadził do zawarcia strategicznej umowy Renault/Nissan z Daimler AG, w ramach której koncerny wymienią się akcjami obejmując po 3,1%, a następnie zawiązano współpracę w konstrukcji i produkcji małych aut (Smart oraz Renault Twingo) oraz samochodów ciężarowych.
W 2009 roku Ghosn zarobił 9,5 miliona dolarów jako szef Nissana i dalsze 1,5 miliona dolarów z racji szefowania Renault.

## Skandal wokół Ghosna
19 listopada 2018 został aresztowany na lotnisku Haneda pod zarzutem niewłaściwego postępowania finansowego. Spędził w tokijskim areszcie 108 dni i 5 marca 2019 został zwolniony po wpłaceniu kaucji w wysokości 1 miliarda jenów (prawie 9 milionów dolarów). 4 kwietnia został ponownie aresztowany pod tym samym zarzutem – prokuratura podejrzewała u niego pogłębione naruszenie zaufania dotyczące prowadzenia sieci dealerskiej Nissana w Omanie, co w efekcie producent odnotował stratę ok. 5 milionów dolarów, a następnie dzień później został usunięty z rady dyrektorów. Zdaniem Carlosa Ghosna, areszt był „próbą do jego uciszenia”. 25 kwietnia ponownie wyszedł na wolność po wpłaceniu kaucji w wysokości 500 mln jenów.
18 lipca 2019 Carlos Ghosn pozwał Nissana oraz Mitsubishi na kwotę 15 milionów euro za bezprawne zwolnienie go z zarządu pod zarzutem defraudacji pieniędzy.
W grudniu 2019 Ghosn uciekł do Libanu, gdzie otrzymał zakaz podróży zagranicznych, ponieważ Liban nie posiada umowy o ekstradycji z Japonią, Francją czy Brazylią. Władze libańskie zapowiedziały, że w tym kraju odbędzie się proces wobec Ghosna.

## Życie prywatne
W 1984, w Lyonie, Carlos Ghosn spotyka libańską studentkę farmacji. W 1985 Rita Khordahi, ur. 1966, zostaje żoną Ghosna. Mają razem czworo dzieci. Podczas gdy Ghosn pracuje w Japonii, jego żona otwiera tam restaurację libańską. Małżeństwo dobiega końca gdy Rita odkrywa pozamałżeńską relację Ghosna z Carole Nahas, również Libanką. W 2013 ma miejsce rozwód. W 2016 Ghosn żeni się ponownie z Carole Nahas. Nowa małżonka Ghosna, ur. 1966, ma czworo dzieci z poprzedniego związku.

## Odznaczenia
- Krzyż Komandorski Orderu Gwiazdy Rumunii (Rumunia, 2013)[15]